# Liv till varje pris (roman)
Liv till varje pris är en roman av författaren Kristina Sandberg, som utgavs 2014. Boken är den avslutande delen i trilogin om hemmafrun Maj i Örnsköldsvik. Sandberg tilldelades Augustpriset 2014 i den skönlitterära klassen. Liv till varje pris föregås av Sörja för de sina (del 2) och Att föda ett barn (del 1).